# Polypoetes etearchus
Polypoetes etearchus är en fjärilsart som beskrevs av Druce 1885. Polypoetes etearchus ingår i släktet Polypoetes och familjen tandspinnare. Inga underarter finns listade i Catalogue of Life.